# Isaac de Troki
Isaac ben Abraham Troki (ou Trakaï, en lituanien) est l'un des plus grands Sages et érudits karaïtes (un mouvement juif scripturaliste, opposé au judaïsme rabbinique traditionnel) du XVIe siècle (1533-1594).

## Éléments biographiques
Isaac ben Abraham naît en 1533 dans une famille illustre parmi les Karaïtes qui tire son nom de la ville de Trakai, en Lituanie, où lui-même réside sa vie durant.
Il fait son apprentissage en littératures bibliques et hébraïques auprès du Sage karaïte Tzephania ben Mordekhaï. Cependant, outre ce cursus classique pour un Karaïte, Troki, qui démontrera dans ses écrits une connaissance approfondie de la littérature rabbinique, en particulier du Talmud et des commentaires bibliques médiévaux, assimile avec passion des matières laïques, maitrisant rapidement le polonais et le latin, ce qui lui permet de comprendre la littérature et la théologie chrétienne. Ce savoir multiple et des études poussées lui permettent de faire connaissance avec des savants chrétiens et de débattre et de se disputer avec eux, en particulier avec des membres du haut clergé, sur le savoir et la théologie.
Au cours de ses études, Isaac s'intéresse aux pamphlets anti-juifs et anti-chrétiens de ses contemporains Nicholas Paruta, Martin Czechowic et Simon Budni. C'est afin de les réfuter, et de démontrer la supériorité du judaïsme, qu'il compose son Hizzouk Emouna.
Isaac Troki mourra avant d'avoir complété ce travail, dont l'index et la préface sont rédigés par son disciple Joseph ben Mordecai Malinovski Troki.

## Œuvres

### LeHizzouk Emouna
Le H'izzouk Emouna (Renforcement de la foi) se présente en deux volumes, comptant en tout 99 chapitres. Il comprend une apologie du judaïsme, à côté de critiques du Nouveau Testament. Ces écrits pleins d'érudition démontrent qu'Issac de Troki étudia avec ardeur les travaux de Martin Cechowicza, de Simon Budny, de Nicolas Paruta, des Sociniens italiens et d'autres auteurs libéraux.
L'auteur commence par exposer ses arguments pour réfuter que Jésus de Nazareth ait pu être le Messie annoncé par les Prophètes. « Ceci est évident, » dit-il, « du fait
- de son lignage (à supposer que Joseph descende bien de David, ce qui est plus que douteux, en quoi cela concerne-t-il Jésus, dont Joseph ne serait que le père nourricier ?)
- de ses actes (Jésus aurait dit : "Ne croyez pas que je sois venu apporter la paix sur la terre ; je ne suis pas venu apporter la paix, mais l’épée. Car je suis venu mettre la division entre l’homme et son père, entre la fille et sa mère, entre la belle-fille et sa belle-mère[2]." La Bible hébraïque attend du Messie des actions contraires à ces paroles),
- de la période à laquelle il a vécu (Jésus n'a pas vécu "aux derniers jours[3]")
- et du fait qu'au cours de sa vie, les promesses liées à la venue du Messie n'ont pas été réalisées (selon les prophéties messianiques, après la venue du Messie, la paix et la justice devraient régner dans le monde, non seulement parmi les hommes, mais aussi parmi les animaux. Ceci n'a pas été réalisé). »

Isaac Troki fait également appel à des raisonnements philosophiques, notamment pour mettre en doute la divinité de Jésus : le chrétien qui s'oppose au judaïsme doit nécessairement croire que les Juifs ont tourmenté et crucifié Jésus avec le plein accord de celui-ci ou contre son gré. Dans le premier cas, la sanction contre les Juifs est plus qu'amplement suffisante et, par ailleurs, si Jésus a voulu ce destin, pour quel motif le chrétien se plaindrait-il, et pourquoi prierait-il de la façon rapportée dans la Bible chrétienne ? Dans le second cas, si la crucifixion s'est faite contre son gré, comment pourrait-on le considérer comme Dieu, lui qui n'aurait pas su résister à ceux qui l'ont amené sur la croix ? Comment une personne qui n'a pas pu sauver sa propre vie pourrait-elle être considérée comme le Sauveur de toute l'humanité. 
Dans le dernier chapitre, l'auteur, citant Apocalypse 22, se demande comment les chrétiens ont pu opérer de si grands changements dans le rituel, comme le passage du Sabbath du dernier jour de la semaine (selon le calendrier juif) au premier, qui n'a pas été prescrit par Jésus ni ses disciples ou l'autorisation de consommer le sang et la chair d'une bête étouffée, qui contredit sensiblement les diktats des Apôtres.

#### Influence
Le livre demeure de nombreuses années à l'état manuscrit. En 1629, Zerah ben Nathan Troki propose, sans succès, à Menasse ben Israël de l'imprimer. L'œuvre n'en demeure pas moins étudiées par de nombreuses personnes, mais les copies qui en sont faites comprennent souvent de nombreuses modifications, un rabbin ayant été jusqu'à substituer aux arguments philosophiques de l'auteur karaïte des sentences talmudiques. L'un de ces manuscrits parvient à l'hébraïsant chrétien Johann Christoph Wagenseil. Celui-ci le publie à Altdorf en 1681, avec une traduction en latin et une réfutation vigoureuse, sous le titre de Tela ignea Satanæ (Les Flèches de feu de Satan).
Loin d'amoindrir l'influence du texte, la critique de Wagenseil la popularise au contraire, et donne lieu à de nombreux débats dans les cercles chrétiens. Les arguments anti-chrétiens d'Isaac Troki sont repris dans les milieux libre-penseurs et anticléricaux du XVIIIe siècle, ainsi qu'en témoigne cette appréciation de Voltaire : « Il a rassemblé toutes les difficultés que les incrédules ont prodiguées depuis. Enfin les incrédules les plus déterminés n'ont presque rien allegué qui ne soit dans le Rempart de la Foi du rabbin Isaac. »
Le texte de Wagenseil est réimprimé à Amsterdam en 1705 ; une traduction en yiddish paraît, également à Amsterdam, douze ans plus tard. Une traduction en anglais réalisée à Londres par Moses Mocatta en 1851 est destinée à une circulation au sein de cercles privés. Une traduction en allemand, accompagnée d'un texte en hébreu révisé, est publiée par David Deutsch (2nde éd. à Sohrau, 1873).

### Autres
Simhah Luzki mentionne deux autres œuvres de Troki:
- un traité sur la nouvelle lune, selon le Gan 'Eden d'Aaron Harishon
- un travail réalisé sous forme de questions-réponses traitant de l'abattage rituel, également selon le Gan 'Eden.

Isaac Troki a également composé des poèmes liturgiques, dont certains ont été insérés dans les rituels de prière karaïtes.